# Bagno Minerale (Parrano)
Bagno Minerale (Parrano) este o arie protejată (arie specială de conservare — SAC, sit de importanță comunitară — SCI) din Italia întinsă pe o suprafață de 78 ha, integral pe uscat.

## Localizare
Centrul sitului Bagno Minerale (Parrano) este situat la coordonatele 42°52′35″N 12°06′08″E / 42.876389°N 12.102222°E.

## Înființare
Situl Bagno Minerale (Parrano) a fost declarat sit de importanță comunitară în iunie 1995 pentru a proteja 47 de specii de animale. Situl a fost protejat și ca arie specială de conservare în august 2014.

## Biodiversitate
Situată în ecoregiunea mediteraneană, aria protejată conține 6 habitate naturale: Pante stâncoase calcaroase cu vegetație casmofită, Peșteri inaccesibile publicului, Formațiuni de Juniperus communis pe lande sau pajiști calcaroase, Cursuri de apă de la nivel de câmpie la nivel montan, cu vegetație Ranunculion fluitantis și Callitricho-Batrachion, Galerii de Salix alba și de Populus alba, Râuri cu maluri nămoloase cu vegetație de Chenopodion rubri p.p. și Bidention p.p..
La baza desemnării sitului se află mai multe specii protejate:
- păsări (35): pițigoi codat (Aegithalos caudatus), lăstunul mare (Apus apus), șorecarul comun (Buteo buteo), sticlete (Carduelis carduelis), Certhia brachydactyla, florinte (Chloris chloris), porumbel gulerat (Columba palumbus), cioară neagră (Corvus corone), cuc (Cuculus canorus), pițigoi albastru (Cyanistes caeruleus), lăstun de casă (Delichon urbicum), presură bărboasă (Emberiza cirlus), măcăleandru (Erithacus rubecula), cinteză (Fringilla coelebs), gaiță (Garrulus glandarius), rândunică (Hirundo rustica), sfrâncioc roșiatic (Lanius collurio), ciocârlie de pădure (Lullula arborea), privighetoare (Luscinia megarhynchos), codobatură galbenă (Motacilla alba), codobatură de munte (Motacilla cinerea), pițigoi mare (Parus major), pitulice de munte (Phylloscopus collybita), ciocănitoarea verde (Picus viridis), pițigoi sur (Poecile palustris), mărăcinar negru (Saxicola torquatus), cănăraș (Serinus serinus), țiclete (Sitta europaea), turturică (Streptopelia turtur), graur (Sturnus vulgaris), silvie cu cap negru (Sylvia atricapilla), silvie roșcată (Sylvia cantillans), silvie de câmp (Sylvia communis), pănțărușul (Troglodytes troglodytes), mierlă (Turdus merula)
- amfibieni (1): Salamandrina terdigitata
- mamifere (4): lupul (Canis lupus), liliac cărămiziu (Myotis emarginatus), liliacul mediteranean cu potcoavă (Rhinolophus euryale), liliacul mic cu potcoavă (Rhinolophus hipposideros)
- nevertebrate (2): croitorul mare al stejarului (Cerambyx cerdo), rădașcă (Lucanus cervus)
- pești (5): Barbus tyberinus, Padogobius nigricans, Rutilus rubilio, Squalius lucumonis, Telestes muticellus

Pe lângă speciile protejate, pe teritoriul sitului au mai fost identificate 1 specie de plante, 1 specie de păsări, 3 specii de amfibieni, 8 specii de mamifere, 1 specie de nevertebrate, 3 specii de pești, 8 specii de reptile.